# Jerzy Bilip
Jerzy Kazimierz Bilip (ur. 3 lutego 1932 w Radomiu, zm. 29 września 2022 w Mińsku Mazowieckim) – polski polityk i inżynier elektronik, minister przemysłu w rządzie Zbigniewa Messnera.

## Życiorys
Syn Bolesława i Józefy. Ukończył studia na Wydziale Łączności Politechniki Warszawskiej w 1954. Związał się z przemysłem elektronicznym, od 1953 do 1970 pracował w Zakładach Radiowych im. Marcina Kasprzaka w Warszawie, w tym jako pełnomocnik zakładów na Kubie i zastępca dyrektora do spraw technicznych. Następnie został dyrektorem technicznym, a od 1977 dyrektorem naczelnym Zjednoczenia Przemysłu Elektronicznego „Unitra-Dom”. W latach 1981–1987 był dyrektorem Zakładów Kineskopowych UNITRA-POLKOLOR w Piasecznie.
23 lipca 1962 wstąpił do Polskiej Zjednoczonej Partii Robotniczej.
Po zniesieniu ministerstwa górnictwa i energetyki, od 24 października 1987 do 19 września 1988 sprawował urząd ministra przemysłu w rządzie Zbigniewa Messnera.
Odznaczony m.in. Krzyżem Kawalerskim i Oficerskim Orderu Odrodzenia Polski oraz Orderem Sztandaru Pracy II klasy.
Został pochowany na Cmentarzu Komunalnym Północnym w Warszawie.